# British Home Championship 1963/64
De British Home Championship van 1963/64 was de 39e editie van de British Home Championship. Het toernooi werd gehouden van 12 oktober 1963 tot en met 15 april 1964. Engeland, Schotland en Noord-Ierland werden kampioen.

## Eindstand
| Team          | Gsp | W | G | V | DV | DT | DS | Ptn |
| ------------- | --- | - | - | - | -- | -- | -- | --- |
| Engeland      | 3   | 2 | 0 | 1 | 12 | 4  | +8 | 4   |
| Schotland     | 3   | 2 | 0 | 1 | 4  | 3  | +1 | 4   |
| Noord-Ierland | 3   | 2 | 0 | 1 | 8  | 11 | –3 | 4   |
| Wales         | 3   | 0 | 0 | 3 | 3  | 9  | –6 | 0   |

## Wedstrijden
|                                                    |       |                                                          |          |                                                                                |
| 12 oktober 1963 «onderlinge duels» 15:00 uur (UTC) | Wales | 0 – 4                                                    | Engeland | Ninian Park, Cardiff Toeschouwers: 48.350 Scheidsrechter: Willie Brittle (SCO) |
| 12 oktober 1963 «onderlinge duels» 15:00 uur (UTC) |       | 5', 68' Bobby Smith 67' Jimmy Greaves 86' Bobby Charlton |          | Ninian Park, Cardiff Toeschouwers: 48.350 Scheidsrechter: Willie Brittle (SCO) |

|                                                      |                                    |       |                 |                                                                              |
| 12 oktober 1963 «onderlinge duels» 15:00 uur (UTC+1) | Noord-Ierland                      | 2 – 1 | Schotland       | Windsor Park, Belfast Toeschouwers: 39.000 Scheidsrechter: Jack Taylor (ENG) |
| 12 oktober 1963 «onderlinge duels» 15:00 uur (UTC+1) | Billy Bingham 26' Sammy Wilson 63' |       | 50' Ian St John | Windsor Park, Belfast Toeschouwers: 39.000 Scheidsrechter: Jack Taylor (ENG) |

|                                                     |                                                                           |       |                                          |                                                                                  |
| 20 november 1963 «onderlinge duels» 19:30 uur (UTC) | Engeland                                                                  | 8 – 3 | Noord-Ierland                            | Wembley Stadium, Londen Toeschouwers: 55.000 Scheidsrechter: Leo Callaghan (WAL) |
| 20 november 1963 «onderlinge duels» 19:30 uur (UTC) | Terry Paine 2', 37', 61' Jimmy Greaves 20', 30', 60', 65' Bobby Smith 46' |       | 42' Johnny Crossan 74', 85' Sammy Wilson | Wembley Stadium, Londen Toeschouwers: 55.000 Scheidsrechter: Leo Callaghan (WAL) |

|                                                     |                              |       |                  |                                                                                |
| 20 november 1963 «onderlinge duels» 19:30 uur (UTC) | Schotland                    | 2 – 1 | Wales            | Hampden Park, Glasgow Toeschouwers: 56.067 Scheidsrechter: Bill Clements (ENG) |
| 20 november 1963 «onderlinge duels» 19:30 uur (UTC) | John White 44' Denis Law 48' |       | 60' Barrie Jones | Hampden Park, Glasgow Toeschouwers: 56.067 Scheidsrechter: Bill Clements (ENG) |

|                                                    |                  |       |          |                                                                            |
| 11 april 1964 «onderlinge duels» 15:00 uur (UTC+1) | Schotland        | 1 – 0 | Engeland | Hampden Park, Glasgow Toeschouwers: 133.245 Scheidsrechter: Leo Horn (NED) |
| 11 april 1964 «onderlinge duels» 15:00 uur (UTC+1) | Alan Gilzean 78' |       |          | Hampden Park, Glasgow Toeschouwers: 133.245 Scheidsrechter: Leo Horn (NED) |

|                                                    |                                  |       |                                                      |                                                                                 |
| 15 april 1964 «onderlinge duels» 19:15 uur (UTC+1) | Wales                            | 2 – 3 | Noord-Ierland                                        | Vetch Field, Swansea Toeschouwers: 10.434 Scheidsrechter: Kenneth Dagnall (ENG) |
| 15 april 1964 «onderlinge duels» 19:15 uur (UTC+1) | Brian Godfrey 24' Ron Davies 63' |       | 8' Jim McLaughlin 37' Sammy Wilson 45' Martin Harvey | Vetch Field, Swansea Toeschouwers: 10.434 Scheidsrechter: Kenneth Dagnall (ENG) |